# St. Peter (Endingen am Kaiserstuhl)

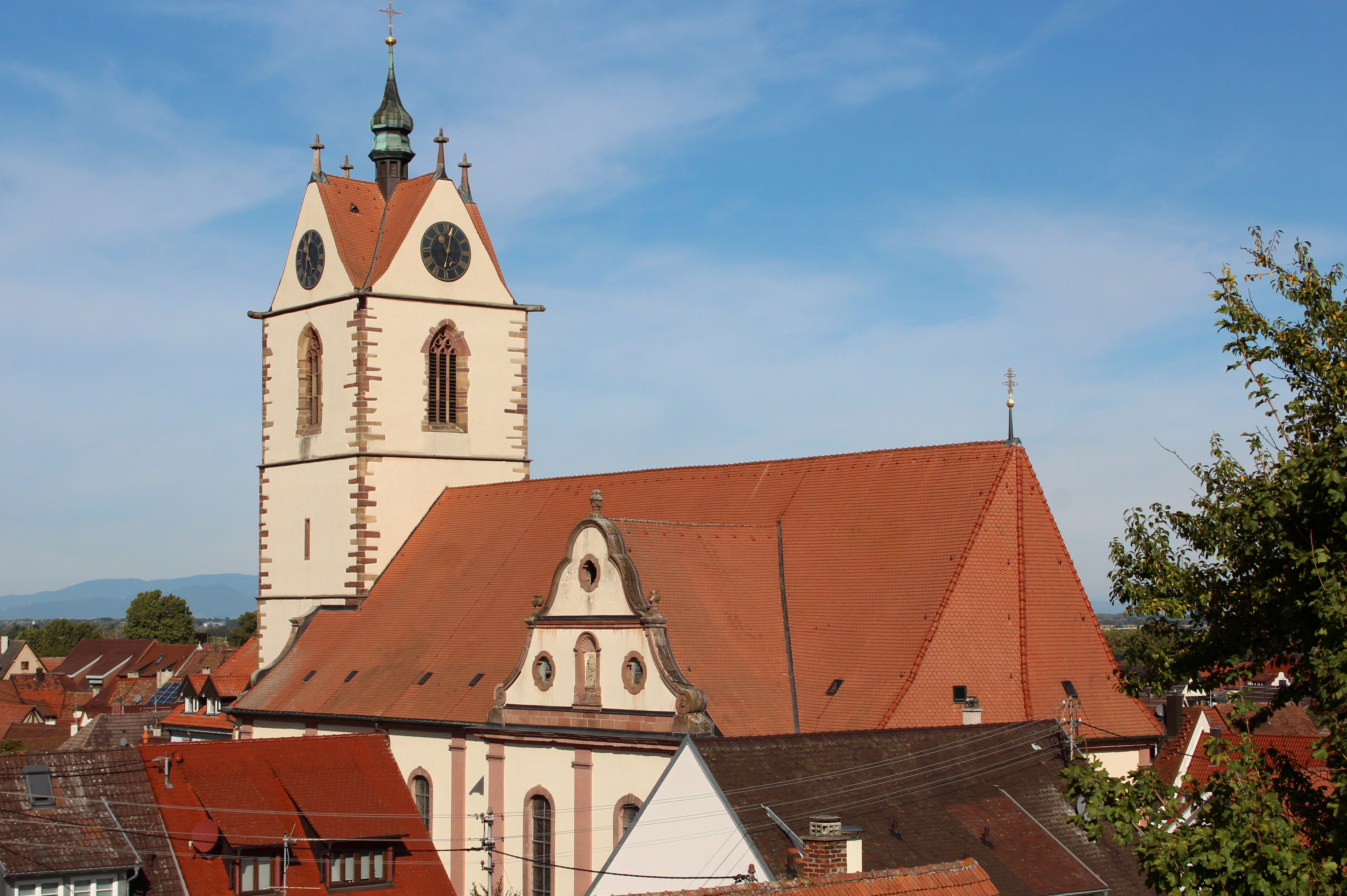
Pfarrkirche St. Peter in Endingen

St. Peter ist die römisch-katholische Pfarrkirche der Stadt Endingen am Kaiserstuhl im Landkreis Emmendingen des Landes Baden-Württemberg. Sie gehört zur Seelsorgeeinheit Nördlicher Kaiserstuhl (SENOKA) im Dekanat Endingen-Waldkirch der Erzdiözese Freiburg.
Das Kirchenbauwerk lehnt sich in seiner Konzeption laut Hermann Brommer an die Kirche St. Martin im benachbarten Riegel an und ist wohl das letzte größere Gesamtkunstwerk des Barock im Breisgau. Der Baumeister Häring stammt aus dem Umfeld der Auer Zunft, die Stuckateure sind der Wessobrunner Schule zuzuordnen.

## Geschichte

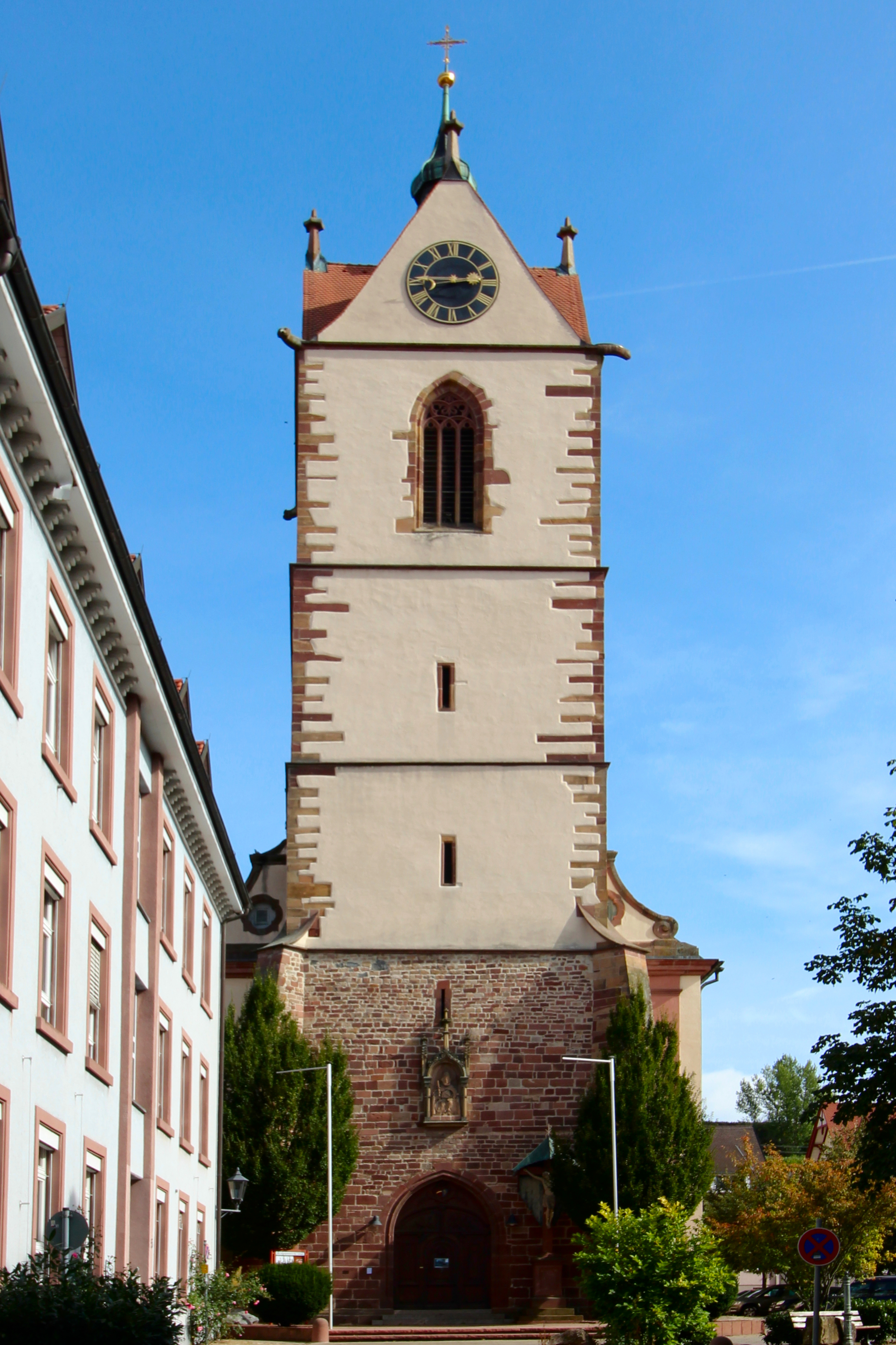
Turm, Hauptportal

Um das Jahr 1200 wird von einer romanischen Kirche St. Peter in Unterendingen berichtet. Von der gotischen Pfarrkirche ist der massive Kirchturm erhalten, der in die Eingangsfassade der heutigen spätbarocken Kirche leicht eingeschnitten ist.
Ab 1739 bemühten sich die Endinger, wegen Baufälligkeit der alten Kirche ein neues Gotteshaus bauen zu dürfen. 1769 ermöglichte die vorderösterreichische Regierung schließlich, dass man tätig werden konnte. 1773 wurde der damalige Freiburger Stadtbaumeister Johann Baptist Häring mit dem Abbruch und Neubau beauftragt. Diese Arbeiten wurden überwiegend mit lokalen Kräften bewältigt. Die Ausmalung der Kirche wurde von Johann Pfunner vorgenommen, Bildhauer- und Holzarbeiten stammen von Joseph Amann aus Tannheim/Tirol sowie Bernhard Löffler aus Endingen. Obwohl die Kirche noch nicht fertig gestellt war, wurde sie 1775 vom Konstanzer Weihbischof Freiherr von Hornstein geweiht. 1779 wurde die Orgel eingebaut. Endgültig beendet waren die Bauarbeiten 1786, als die farbige Fassung der Kanzel abgeschlossen war.

## Beschreibung

### Außen
Die geostete Kirche besteht aus dem mit einem Satteldach gedeckten Langhaus, einem kurzen Querhaus und daran östlich anschließend dem polygonalen Chor mit Dreiachtelschluss sowie dem in die Westfassade eingeschnittenen, 48 Meter hohen massiven gotischen Turm mit quadratischem Grundriss und Kreuzdach, auf dessen Mitte eine kleine Laterne mit Zwiebelhaube aufgesetzt ist.

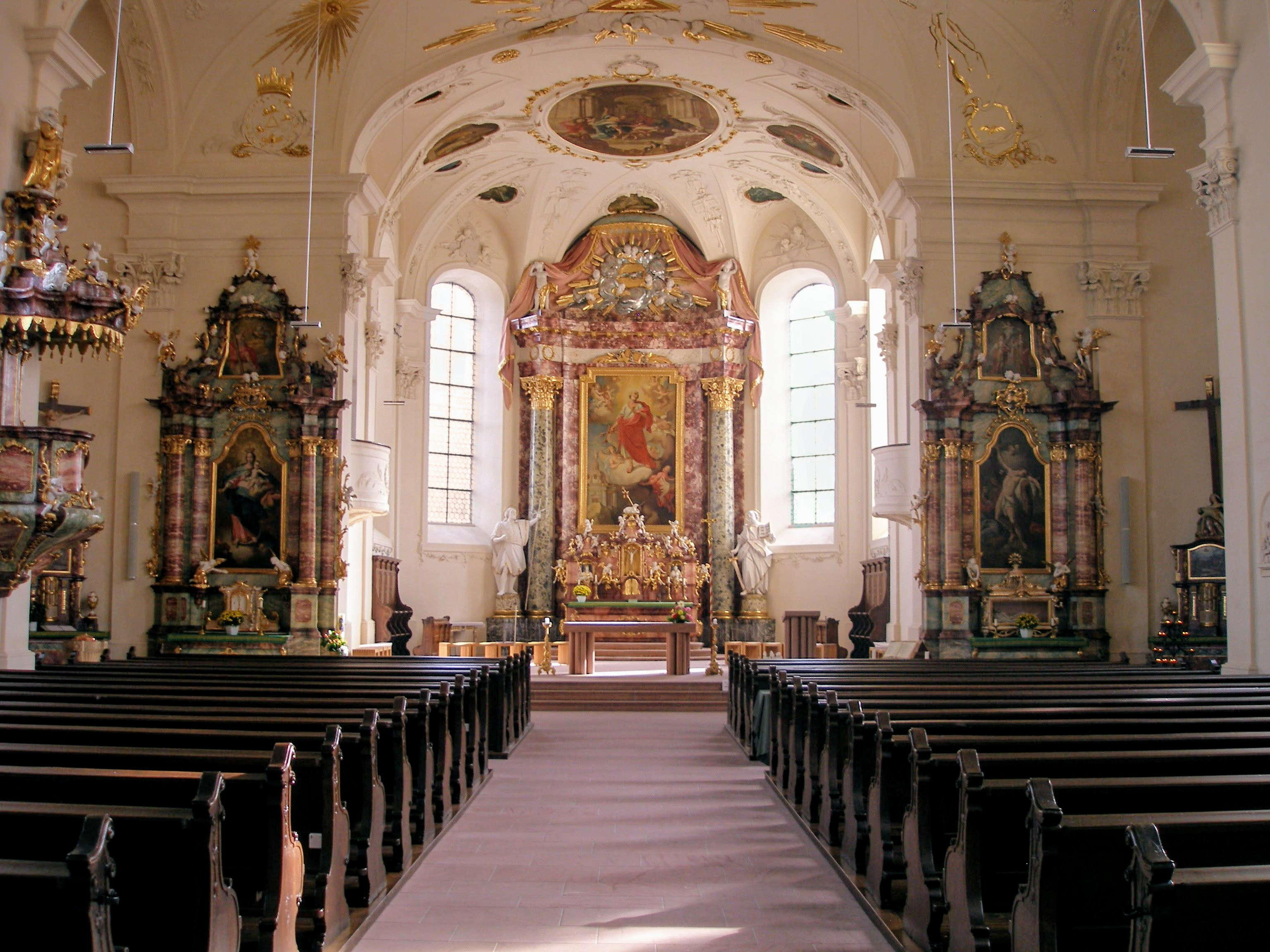
St. Peter, Innenraum

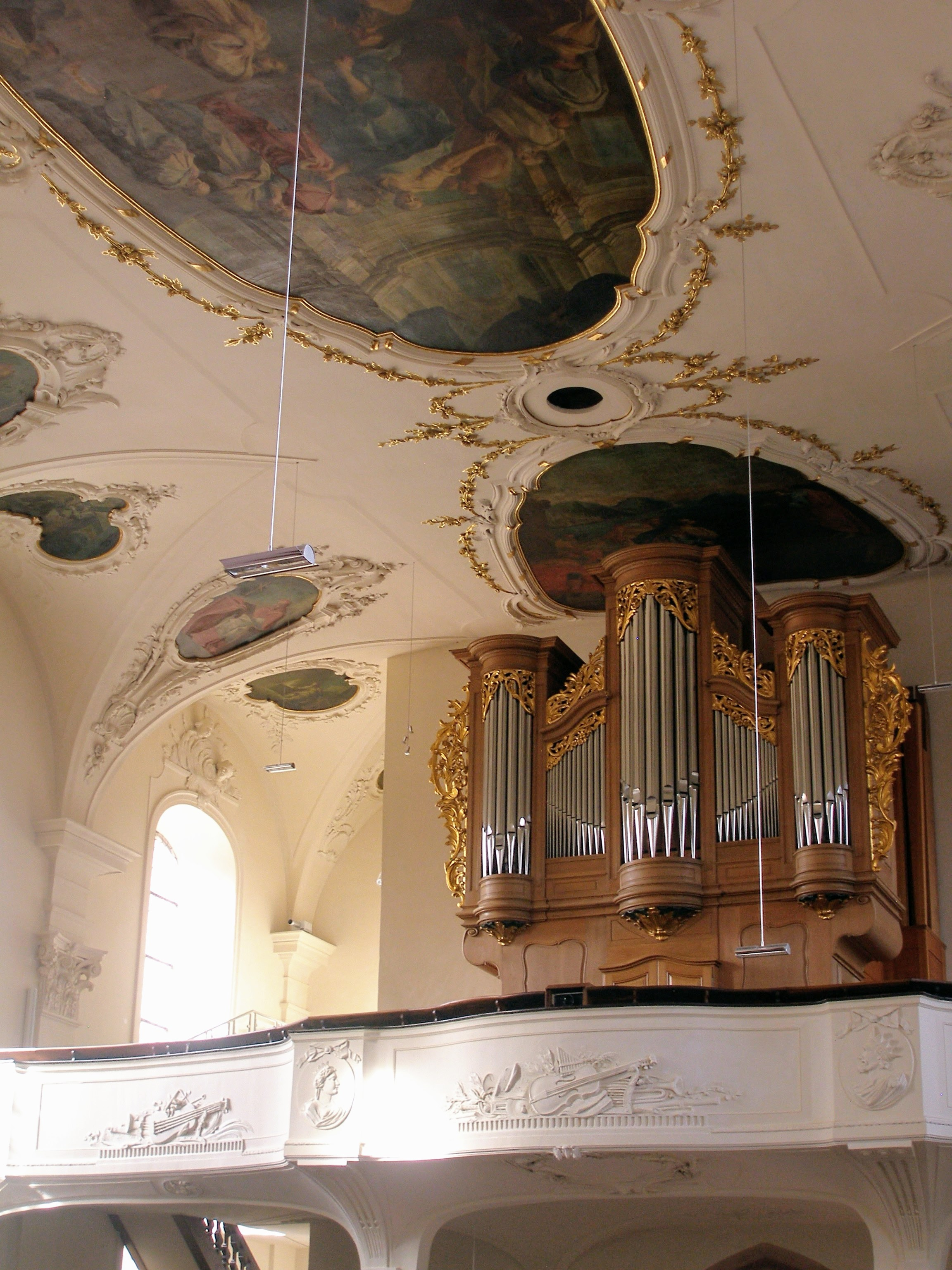
Empore und Orgel

Im untersten, durch Strebepfeiler abgestützten Untergeschoss aus unverputztem Bruchsteinmauerwerk befindet sich das Hauptportal der Kirche. In einer Nische darüber weist eine gotische Statue des heiligen Petrus im Ornat eines Papstes auf das Kirchenpatrozinium hin. Durch die Turmvorhalle mit Kreuzrippengewölbe betritt man unter der Empore hindurch das barocke Kirchenschiff.

### Innen
Durch die Vorhalle im Erdgeschoss des Turmes wird die Kirche betreten. Massive Wandpfeiler, vor denen zwei Seitenaltäre stehen, trennen den Chor vom Kirchenschiff ab. Neben den Ausmalungen und den Altarbildern von Johann Pfunner sind auch die Stukkaturen, wahrscheinlich von Johann Joseph Meisburger und Franz Anton Vogel geschaffen, erwähnenswert. Altäre und Skulpturen stammen von Joseph Amann und die Kanzel ist ein Werk des einheimischen Bildhauers Bernhard Löffler.

## Orgel
Auf der Empore im hinteren Teil der Kirche befindet sich die Orgel, die einen historischen Kern hat: 1779 wurde durch den Hoforgelbauer Johann Ferdinand Balthasar Stieffell aus Rastatt eine Orgel mit 22 Registern auf einem Manual und Pedal eingebaut. 1892 erweiterte der Orgelbauer August Merklin das Instrument um ein zweites Manual mit vier Registern. 1955 erweiterte der Freiburger Orgelbauer Willy Dold die Orgel erneut um ein Register. Dieses Instrument wurde 1987 von der ortsansässigen Orgelbaufirma Fischer & Krämer restauriert und das Hauptwerk, der Ursprung der Orgel von 1779, rekonstruiert.

## Glocken
Im Turm der Kirche hängt ein fünfstimmiges historisches Glockengeläut aus Bronze, das die Beschlagnahmungsaktionen während der beiden Weltkriege unbeschadet überstanden hat.
| Glocke | Bezeichnung     | Gießer          | Gussjahr | Durchmesser | Gewicht      | Schlagton |
| ------ | --------------- | --------------- | -------- | ----------- | ------------ | --------- |
| 1      | Große Glocke    | Seurot / Rosier | 1714     | 1530 mm     | ca. 1920 kg0 | c′+4      |
| 2      | Zwölfuhr-Glocke | (Jos. Eger)     | 1497     | 1180 mm     | ca. 760 kg   | g′+9      |
| 3      | Elfuhr-Glocke   | Unbekannt       | 1230     | 950 mm      | ca. 500 kg   | b′+8      |
| 4      | Salve-Glocke    | Seurot / Rosier | 1714     | 780 mm      | ca. 260 kg   | c″+4      |
| 5      | Kleine Glocke   | Seurot / Rosier | 1714     | 630 mm      | ca. 140 kg   | d″+12     |

Auf allen vier Seiten des Turmes sind Zifferblätter der Turmuhr angebracht. In den Uhrschlag sind die Glocken 1 für den Stundenschlag sowie 2 und 3 für den Viertelstundenschlag einbezogen.

## Nachweise
1. ↑  Orgel Databank: Endingen am Kaiserstuhl – Katholische Pfarrkirche Sankt Peter; hier ist nicht nur die aktuelle Disposition angegeben, sondern auch die des Ursprungsinstruments von Stieffel.
2. ↑  Die Daten sind der Site der Glockeninspektion entnommen: Glockeninspektion Erzbistum Freiburg: Kath. Pfarrkirche St. Peter in Endingen a. Kaiserstuhl. Die Bezeichnung der Glocken sowie Hinweise auf Glockenzier und Aufschriften finden sich auf der Site der Seelsorgeeinheit, Karl Kurrus: Die Kirchenglocken der Peterskirche, mit abweichenden Daten.

Koordinaten: 48° 8′ 27,5″ N, 7° 42′ 24,2″ O